# El ladrón de Bagdad (película de 1924)
El ladrón de Bagdad (título original: The Thief of Bagdad) es una película muda estadounidense del año 1924, dirigida por Raoul Walsh y producida y protagonizada por Douglas Fairbanks. 
En 1996, la película fue considerada «cultural, histórica y estéticamente significativa» por la Biblioteca del Congreso de Estados Unidos y seleccionada para su preservación en el National Film Registry. Asimismo, en 2008 fue incluida en el AFI's 10 Top 10, en la categoría de cine fantástico.

## Trama
Ahmed (Douglas Fairbanks) es un hábil e ingenioso ladrón que deambula despreocupadamente por las calles de Bagdad, escenario de sus múltiples y exitosas raterías. Es un hombre feliz, pues todo lo que quiere lo consigue.
Un día, él y su socio (Snitz Edwards) deciden robar en el palacio del califa. Por la noche, Ahmed escala los altos muros con la ayuda de una cuerda mágica mientras su socio le espera fuera. Consigue acceder al lugar donde se guarda un gran tesoro, pero tras ver dormida a la princesa (Julanne Johnston) se enamora de ella. Una esclava mongola (Anna May Wong) le descubre y da la voz de alarma, pero Ahmed logra huir.
Al día siguiente se anuncia con gran pompa por parte del califa (Brandon Hurst) la futura boda de su hija y la llegada en breve de los principales príncipes de Asia para que la novia elija entre ellos: el príncipe de Persia (Mathilde Comont), el príncipe de la India (Noble Johnson) y el príncipe Mongol (Sojin). Este, además, tiene la intención de apoderarse de la ciudad para añadirla a sus dominios.
Ahmed, ayudado por su socio, se hace pasar por un príncipe y es elegido por la princesa, pero en un acceso de sinceridad le confiesa a ella su verdadera identidad y su amor por ella. La esclava mongola lo reconoce y lo delata. Es castigado a ser azotado antes de morir, pero salva la vida gracias a la princesa.
El califa obliga a su hija a volver a elegir entre los pretendientes. Para ganar tiempo, la  princesa le propone a su padre que los envíe a tierras lejanas en busca de un tesoro, y que vuelvan al cabo de siete lunas. Quien traiga el tesoro más extraño y maravilloso será el elegido.
Ahmed, que siempre había sido escéptico en materia religiosa, acude a la mezquita y consulta su situación con un hombre santo (Charles Belcher), quien le dice que hay que luchar por la felicidad y que debe ser él mismo quien conquiste su destino.
Ahmed partirá para poder conseguir un valioso tesoro y así poder casarse con la princesa. Pero en su camino deberá pasar graves situaciones de peligro y vivirá extraordinarias y fantásticas aventuras.

## Reparto

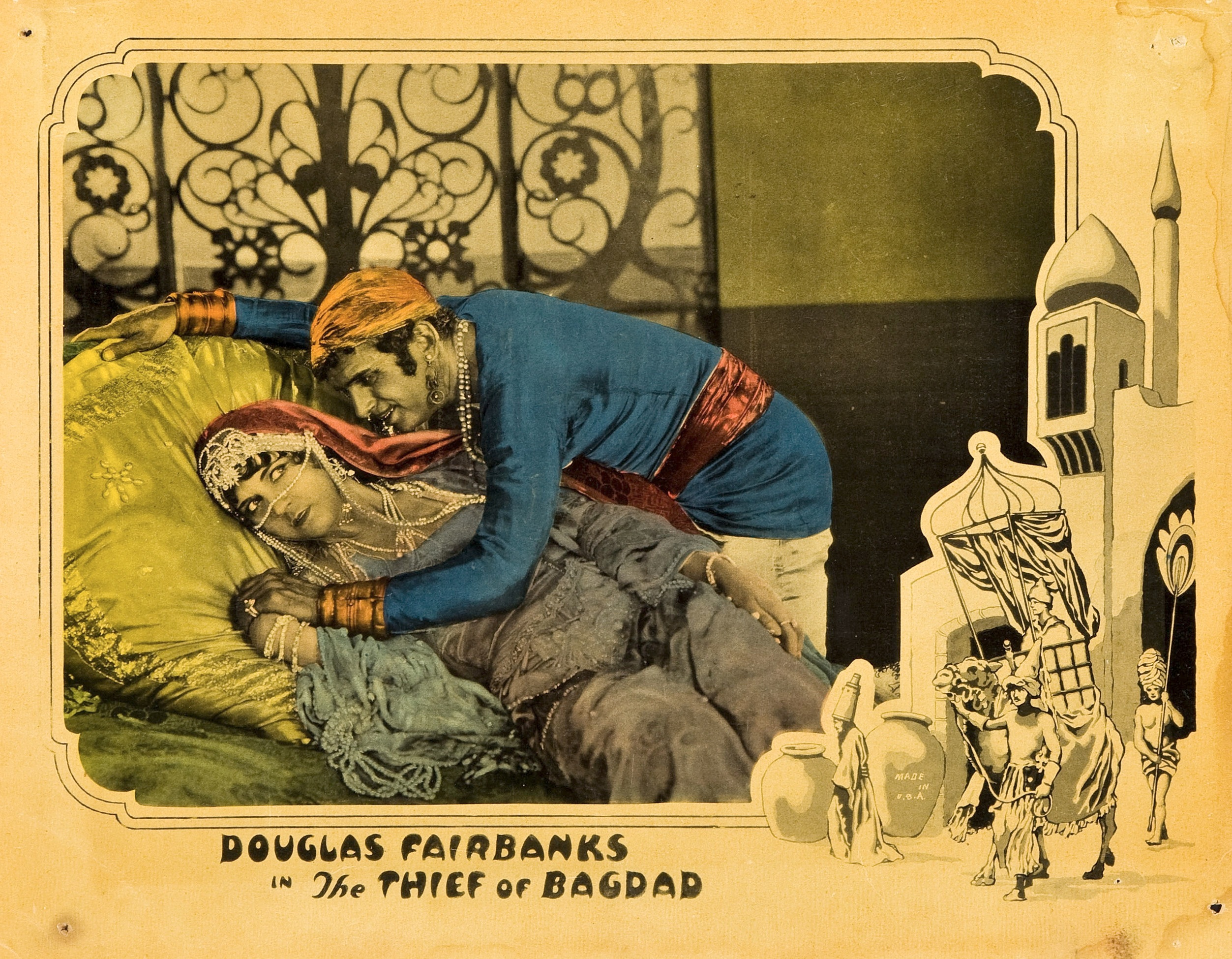
Escena de la película en una tarjeta promocional.

- Douglas Fairbanks - Ahmed, el ladrón de Bagdad
- Snitz Edwards - Su asociado
- Charles Belcher - El hombre santo (Imán) / Narrador
- Julanne Johnston - La Princesa
- Sojin Kamiyama - Cham Shang, Príncipe de los Mongoles
- Anna May Wong - La esclava mongola
- Brandon Hurst - El Califa
- Tote Du Crow - El adivino
- Noble Johnson - El Príncipe de las Indias
- Mathilde Comont - El Príncipe Persa (sin acreditar)

El excéntrico soldado de la Segunda Guerra Mundial Jack Churchill también tuvo un papel sin acreditar.

## Producción y estreno

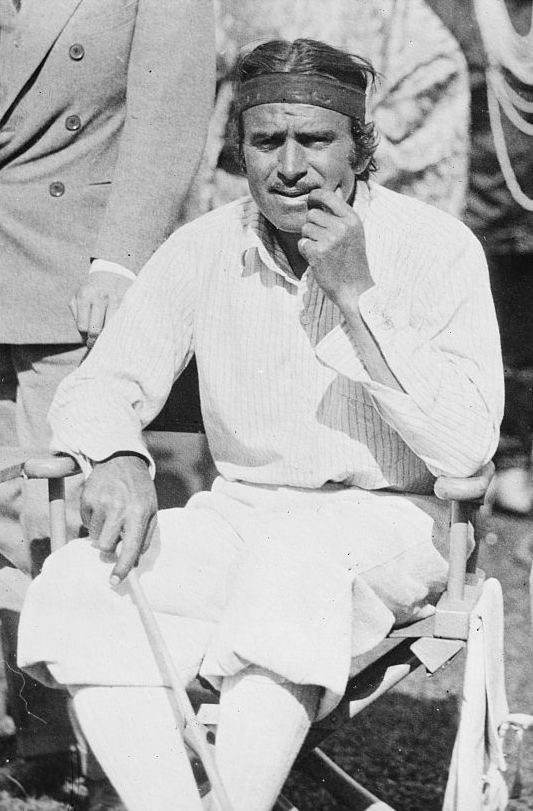
Douglas Fairbanks durante el rodaje de El ladrón de Bagdad.

El ladrón de Bagdad fue una de las películas más caras de la década de 1920. El director artístico William C. Menzies construyó la ciudad de Bagdad en una parcela de unas tres hectáreas (la mayor de la historia de Hollywood).
Algunos de los trucos empleados en la película fueron copiados de la película alemana Las tres luces, dirigida por Fritz Lang.
La película fue estrenada en Nueva York el 18 de marzo de 1924.

## Adaptaciones
En 1940, se llevó a cabo el primer remake de la película, con el mismo título. Esta versión de 1940 fue dirigida por Michael Powell, Ludwig Berger y Tim Whelan. La principal diferencia argumental entre ambas películas consiste en que en la película de 1940 el personaje del ladrón se escinde en dos personajes distintos: en la versión de 1924, el ladrón se enamora de la princesa, siendo ambos la pareja estelar de la película. En la versión de 1940 el ladrón deja de ser el galán de la historia y cede ese papel a un nuevo personaje, el califa de Bagdad.
En 1952 se adapta la historia en una película alemana cuyo título en su versión original es Die Diebin von Bagdad.
Dirigida por Arthur Lubin en 1961, llega a las pantallas una coproducción italo-estadounidense con el título de Il ladro di Bagdad.
En 1978 la adaptación llega de la mano del director Clive Donner, respetando el título de la versión original.

## Reconocimientos
En 1926, la revista japonesa Kinema Junpo eligió esta película como la mejor en materia de entretenimiento.
El 17 de junio de 2008 se dieron a conocer por el American Film Institute (AFI) diez listas de distintos géneros, cada una de ellas compuesta por diez películas. En el apartado de películas fantásticas, El ladrón de Bagdad quedó en noveno lugar.